# Topeliopsis pseudoexanthismocarpa
Topeliopsis pseudoexanthismocarpa är en lavart som först beskrevs av Patw. & C. Kulk., och fick sitt nu gällande namn av Mangold. Topeliopsis pseudoexanthismocarpa ingår i släktet Topeliopsis och familjen Graphidaceae.   Inga underarter finns listade i Catalogue of Life.